# Гжибовский, Марцин
Ма́рцин Гжибо́вский (пол. Marcin Grzybowski; 10 января 1979, Чеховице-Дзедзице) — польский гребец-каноист, выступает за сборную Польши с 2001 года. Участник двух летних Олимпийских игр, серебряный и бронзовый призёр чемпионатов мира, чемпион Европы, победитель многих регат национального и международного значения.

## Биография
Марцин Гжибовский родился 10 января 1979 года в городе Чеховице-Дзедзице Силезского воеводства. Активно заниматься греблей начал с раннего детства, проходил подготовку в Познани в местном спортивном клубе «Поснания». Начинал как гребец-марафонец, в 1999 году выиграл бронзовые медали в каноэ-двойках на марафонском чемпионате Европы в Гожуве-Велькопольском и на марафонском чемпионате мира в Дьёре.
Первого серьёзного успеха в спринтерской гребле на взрослом международном уровне добился в 2001 году, когда попал в основной состав польской национальной сборной и побывал на чемпионате Европы в Милане, откуда привёз награду бронзового достоинства, выигранную в зачёте четырёхместных каноэ на дистанции 500 метров. Год спустя на чемпионате мира в Севилье получил бронзу в четвёрках на пятистах метрах, ещё через год взял в той же дисциплине серебро на аналогичных соревнованиях в американском Гейнсвилле.
В 2006 году Гжибовский одержал победу на европейском первенстве в чешском Рачице, в двойках на тысяче метрах, тогда как на первенстве мира в венгерском Сегеде добавил в послужной список серебряную медаль полукилометровой программы каноэ-четвёрок. В следующем сезоне получил серебро на чемпионате Европы в испанской Понтеведре, опять же в четвёрках на пятистах метрах. Благодаря череде удачных выступлений удостоился права защищать честь страны на летних Олимпийских играх 2008 года в Пекине — в зачёте одиночных каноэ на дистанции 1000 метров сумел дойти лишь до стадии полуфиналов, где финишировал четвёртым.
Будучи одним из лидеров гребной команды Польши, Гжибовский благополучно прошёл квалификацию на Олимпийские игры 2012 года в Лондоне — вместе с напарником Томашем Качором в двойках на тысяче метрах пробился в финал и показал в решающем заезде девятый результат.
После лондонской Олимпиады Марцин Гжибовский остался в основном составе польской национальной сборной и продолжил принимать участие в крупнейших международных регатах. Так, в 2013 году он выступил на чемпионате Европы в португальском городе Монтемор-у-Велью, где трижды поднимался на пьедестал почёта: в одиночках получил бронзу на пятистах метрах, ещё одну бронзу на тысяче метрах и серебро на пяти тысячах метрах. Два года спустя на чемпионате мира в Милане выиграл бронзовую медаль в километровой гонке двоек.